# Кисорицька сільська рада
Кисо́рицька сільська́ ра́да — колишній орган місцевого самоврядування в Рокитнівському районі Рівненської області. Адміністративний центр — село Кисоричі.

## Загальні відомості
- Кисорицька сільська рада утворена в 1939 році.
- Територія ради: 113,648 км²
- Населення ради: 2 604 особи (станом на 2001 рік)

## Населені пункти
Сільській раді були підпорядковані населені пункти:
- с. Кисоричі
- с. Дерть
- с. Олександрівка

## Склад ради
Рада складалася з 16 депутатів та голови.
- Голова ради: Брича Станіслав Іванович
- Секретар ради: Корнійчук Світлана Олексіївна

### Керівний склад попередніх скликань
| Прізвище, ім'я, по батькові | Основні відомості                                                         | Дата обрання | Дата звільнення |
| --------------------------- | ------------------------------------------------------------------------- | ------------ | --------------- |
| Мартинюк Ганна Іванівна     | Сільський голова, 1959 року народження, член Української Народної Партії  | 26.03.2006   | 01.10.2008      |
| Огороднік Ніна Григорівна   | Сільський голова, 1960 року народження, позапартійна                      | 15.03.2009   | 31.10.2010      |
| Брича Станіслав Іванович    | Сільський голова, 1977 року народження, освіта вища, член Партії регіонів | 31.10.2010   |                 |

Примітка: таблиця складена за даними сайту Верховної Ради України